# 無門関
『無門関』（むもんかん、繁: 無門關、中: 无门关、英: The Gateless Barrier、英: The Gateless Gate）は、中国南宋時代の無門慧開（1183年-1260年）によって編まれた仏教書、または禅宗で禅書・公案集と呼ばれる著作。禅宗の公案、古則（仏教の故事で禅修行の道しるべとなるもの）を紹介するもので、本則（本文のこと）に、無門の禅的な批評鑑賞である評唱（ひょうしょう）がつけられ、さらに俯瞰した頌（じゅ）と呼ばれる宗旨を込めた漢詩が付され、これらをもって1節（禅宗では1則）とし、48の節（則）と序文、後序とからなる1巻本である。

## 概要
中国では、重要視されなかったようであり、伝本が絶たれたとされるが、日本には入宋した無本覚心（1207年-1298年）が無門慧開に直接参じ、帰国する際（1254年）に与えられたとされる巻本などが伝わる。江戸時代に大いにもてはやされた。ただし、今日流布しているのは広園寺（八王子市）蔵版の巻本で、無門の序文の前に習庵序と表文を、巻終（後序）の後に禅箴、黄龍三關のほか、孟珙という居士が跋文（孟珙跋）を付し、さらに安晩という流浪し僧寺に寓居したことのある南宋の上級官吏による跋文（安晩跋）と1則を加えて49則としたものである。無門慧開の弟子の宗紹（そうしょう）が編纂した。
西村恵信は、無門がなぜ48則としたのかは分からないとしている。第1則の「趙州狗子（狗子仏性、趙州無字）」は、無門が直参した月林師観から無門自体が与えられた「犬に仏性はあるか」という公案で、無門は6年を経ても見当がつかないでいたが、月林の法座に列していたとき、斎鼓の音を聞いて廓然したとされる逸話があり、禅宗で最も知られた公案のひとつである。
「羊頭を懸けて狗肉を売る（羊頭狗肉）」の句は本書による（第6則 世尊拈花）。

## 構成内容
各節の題は、岩波文庫版による。
禅宗無門関(序文)
透得此關 乾坤獨歩（此の関を透得せば 乾坤に独歩す）の頌曰で結んでいる。
10 趙州狗子
纔渉有無 喪身失命（わずかに有無に渉れば 喪身失命す）の頌曰で結んでいる。
20 百丈野狐
30 倶胝堅指
40 胡子無鬚
痴人面前 不可説夢 胡人無鬚 惺惺添懵（痴人に面前して夢を説くべからず。胡人に鬚無く惺惺がぼんやりと添う）の頌曰で結んでいる。
※痴人=胡人だが禅宗一般で胡人は達磨を指し、ここでは釈迦とする説もある。公案では己れの事も考慮する。
50 香厳上樹
-香厳智閑
60 世尊拈花
70 趙州洗鉢
80 奚仲造車
機輪轉處 達者猶迷 四維上下 南北東西（機輪の転ずる処、達者猶お迷う。四維上下 東西南北）の頌曰で結んでいる。
90 大通智勝

10 清税孤貧
11 州勘庵主
12 巌喚主人
13 徳山托鉢
14 南泉斬猫
15 洞山三頓
16 鐘聲七條
會則事同一家 不會萬別千差 不會事同一家 會則萬別千差 の頌曰で結んでいる。
※同一群と万別千差は相対的といった意味合い。
17 国師三喚
18 洞山三斤
19 平常是道
20 大力量人
21 雲門屎橛
22 迦葉刹竿
23 不思善悪
-六祖慧能
24 離却語言
進歩口喃喃 知君大罔措（歩を進めて口なんなんと 君の大いに措くこと罔きを知る）の頌曰で結んでいる。
25 三座説法
26 二僧巻簾
27 不是心仏
28 久嚮竜潭
29 非風非幡
30 即心即仏
31 趙州勘婆
32 外道問仏
不渉階梯 懸崖撒手（階梯に渉らず 懸崖に撒手す）の頌曰で結んでいる。
33 非心非仏
逢人且説三分 未可全施一片（人に逢うてはしばらく三分を説く。未だ全く一片を施すべからず）の頌曰で結んでいる。
34 智不是道
盡情都説了 只恐信不及（情を尽してすべて説了するも 只だ恐る信不及なることを）の頌曰で結んでいる。
※南泉斬猫で知られる南泉の言動を絡めて評したもの。
35 倩女離魂
雲月是同 渓山各異 萬福萬福 是一是二（雲月是れ同じ 渓山各々異る 萬福萬福 是一是二）の頌曰で結んでいる。-五祖五祖法演
※「変成男子」参照。
36 路逢達道
攔腮劈面拳 直下會便會（下骸を遮り割砕して挙し 直下に会すこと便会なり）の頌曰で結んでいる。
※攔=遮る、阻むの意。 腮=顎（あご）の意。 劈=さく、ひきさくの意。便會=～できる、するなどの意。
37 庭前栢樹
言無展事 語不投機 承言者喪 滞句者迷（言展じる事なく 語機に投ぜず。言承る者なく 句滞る者迷う）の頌曰で結んでいる。
※趙州庭前柏樹の問答両者の言辞を絡めて評したもの（無門は評釈で「前無釋迦後無彌勒」と術している）。
38 牛過窓櫺
39 雲門話堕
40 趯倒浄瓶
脚尖趯出佛如麻（つま先おどって麻ほぐ如く仏を出だす）の頌曰で結んでいる。
※死装束に経帷子を着せるのではなく、白い亜麻布を巻く風習が世界各地にあった。
41 達磨安心
西來直指 事因囑起 撓聒叢林 元來是你（西来の直指 事は嘱するに因って起る。叢林かまびすしくみだすは 元来是れなんじ）の頌曰で結んでいる。
42 女子出定
43 首山竹箆
44 芭蕉拄杖
45 他是阿誰
46 竿頭進歩
47 兜率三関
48 乾峰一路
直饒著著在機先 更須知有向上竅（たとえ著著と機先に在るも 更に向上の竅有るを知るべし）の頌曰で結んでいる。

## 文献
- 『無門関』（古田紹欽訳注、角川文庫、1956年）
- 『無門関』（西村恵信訳注、岩波文庫、1994年、ワイド版、2004年）
- 『無門関を読む』（秋月龍珉、講談社学術文庫、2002年）
- 山本玄峰『無門関提唱』大法輪閣、1960年。
- 中村元 ほか編集『岩波仏教辞典』岩波書店、1989年。ISBN 4-00-080072-8。第二版 2002年
- 山川宗玄『無門関提唱』春秋社、2015年。ISBN 978-4-393-14283-7。

### 註
1. ↑  皇帝陛下の聖節（誕生日）を祝し、萬歳萬歳萬萬歳の語を添えて謹上する旨の表文。
2. ↑  文責は不明。黙照禅は邪禅とするなどの箴文。
3. ↑  無量宗壽、別名：无量寿（生没年不詳）によるとされる偈文。宗寿 - 百度百科。